# Kennedy Wenge
Kennedy Manziong Wenge est un homme politique papou-néo-guinéen.

## Biographie
Il entre directement dans la vie active après son enseignement primaire dans une école luthérienne de 1963 à 1966, durant l'ère coloniale sous administration australienne.
Il entre au Parlement national aux élections de 1997 comme député du district de Nawae (en). Il est élu avec seulement 7,3 % des voix, terminant premier des trente-six candidats dans sa circonscription et bénéficiant du mode de scrutin uninominal majoritaire à un tour. Il perd son siège aux élections de 2002, terminant cinquième avec 5,0 % des suffrages, et se présente sans succès aux élections de 2007 et de 2012 avant de retrouver son siège aux élections de 2017 avec l'étiquette du Pangu Pati,. Il se joint aux rangs de la majorité parlementaire du gouvernement de Peter O'Neill, et devient membre du parti Mouvement démocrate populaire. En 2019 il est membre fondateur du Parti travailliste unifié,, puis en avril 2021 il redevient membre du Pangu Pati, le parti du Premier ministre James Marape.